# معرفة صريحة
المعرفة الصريحة أو المعرفة التعبيرية (بالإنجليزية: Explicit knowledge)‏ هي المعرفة التي يمكن تفصيلها وترميزها وتخزينها والوصول إليها بسهولة. ويمكن التعبير عنها بلغة رسمية ومنهجية ومشاركتها على شكل بيانات وصيغ علمية ومواصفات ودليل وغيرها. وهي سهلة الترميز وبالتالي قابلة للنقل دون فقدان الصحة بمجرد معرفة القواعد اللازمة لفك تشفيرها. ويمكن تخزين معظم أشكال المعرفة الصريحة في وسائط معينة. وغالبًا ما ينظر إلى المعرفة الصريحة كتكملة للمعرفة الضمنية.

## أمثلة
تحتوي الموسوعات والكتب الدراسية على أمثلة جيدة على المعرفة الصريحة. وأشكال المعرفة الصريحة الأكثر شيوعًا هي الأدلة والوثائق والإجراءات ومقاطع الفيديو التعليمية. كما يمكن أن تكون المعرفة سمعية بصرية. ويمكن اعتبار الأعمال الهندسية وتصميم المنتجات أشكالًا أخرى من المعرفة الصريحة حيث يتم تجسيد مهارات ومعرفة ودوافع الإنسان بشكل خارجي. وفي الأدبيات العلمية، تعد الأوراق البحثية التي تقدم "نظامًا للمعرفة" محدثًا في مجال البحث مصادر قيمة لطلاب الدكتوراه.

## مقالات ذات صلة
- المعرفة الضمنية